# Sabrina Donadel
Sabrina Donadel (Pieve di Soligo, 15 giugno 1970) è una conduttrice televisiva italiana.

## Biografia
Consegue la maturità classica a Conegliano, e inizia la sua carriera televisiva come conduttrice di telegiornali sulle televisioni locali venete. Passa poi come inviata e conduttrice di programmi televisivi sulle reti Mediaset quali Village, Planet, 8 mm, Fuego, Rapido, In Tour, Jimmy, Lo Stivale delle Meraviglie. Successivamente è impegnata in diversi programmi della piattaforma satellitare Sky, occupandosi in particolare di cinema e di viaggi. 
Dal 2014 al 2019 su Sky Arte HD vanno in onda le prime tre stagioni di Private Collection, il programma televisivo da lei scritto, condotto e prodotto, che prevede interviste a collezionisti italiani e stranieri. Le puntate della terza stagione sono disponibili su Sky e Now, la piattaforma di contenuti in streaming di Sky. Le puntate della prima e della seconda stagione, invece, si possono vedere dal 31 maggio 2021 su ITsART, la piattaforma digitale culturale promossa dal Mibac.

## Riconoscimenti
Ha ottenuto la menzione speciale al Premio giornalistico televisivo Ilaria Alpi nel 1997.

## Vita privata
Nel 2003 si è sposata con Paolo Kessisoglu, con il quale ha avuto una figlia. Si sono separati nel 2023.
Sono entrambi vegetariani.